# Бутун (приток Барнаулки)
Бутун (Колывань) — река в России, протекает в Алтайском крае через Павловский и Топчихинский районы. Левый приток Барнаулки.
Длина реки составляет 14 км.
Бутун начинается на высоте 240 м над уровнем моря между посёлками имени Мамонтова и Молодёжный. Течёт в основном на юго-восток. В нижней половине пересекает село Колыванское. Устье реки находится на высоте 197 м над уровнем моря, в 79 км по левому берегу реки Барнаулка, около урочища Старобарнаульское в Бахматовской лесной даче. На реке устроено несколько прудов..

## Данные водного реестра
По данным государственного водного реестра России, относится к Верхнеобскому бассейновому округу, водохозяйственный участок реки — Обь от города Барнаул до Новосибирского гидроузла, без реки Чумыш, речной подбассейн реки — бассейны притоков Верхней Оби до впадения Томи. Речной бассейн реки — Верхняя Обь до впадения Иртыша.